# Olympic Studios
Olympic Studios var et selvstændigt kommercielt indspilningsstudie ved 117 Church Road, Barnes, Sydvest London, England. Studiet var bedst kendt for indspilninger af klassisk musik samt rock og pop.
| Musik | Spire Denne musikartikel er en spire som bør udbygges. Du er velkommen til at hjælpe Wikipedia ved at udvide den. |

51°28′30.72″N 0°14′26.52″V / 51.4752000°N 0.2407000°V